# ماري نيلسون وينسلو
ماري نيلسون وينسلو (بالإنجليزية: Mary Nelson Winslow)‏ هي عاملة إجتماعية أمريكية، ولدت في 1887، وتوفيت في 1952.